# エリード姫
『エリード姫』（仏語原題： La Princesse d'Élide  ）は、モリエールの戯曲。1664年発表。ヴェルサイユ宮殿にて同年5月8日初演。11月にはパレ・ロワイヤルにて市民にも披露された。

## 登場人物
- エリード姫
- アグランテ…エリード姫のいとこ
- シンシエ…同上
- フィリス…エリード姫の羊飼い
- イピタス…エリード姫の父
- ユリアル…イタクの王子
- アリストメーヌ…メセネーの王子
- セオクル…ピールの王子
- アルバート…ユリアルの養育係
- モロン…エリード姫お抱えの道化師

## あらすじ
舞台はギリシャ。

### 第1の幕間劇
オーロールの歌う恋の歌で幕開け。王の猟犬番たちは彼女の歌で目を覚ますが、リシスカスだけは目を覚まさない。ようやく目覚めた彼は、狩猟ラッパを吹き鳴らし、それにヴァイオリンが加わり、その音楽に合わせて猟犬番たちが踊る。

### 第1幕
エリード国王であるイピタスは、娘が狩猟に熱中するあまりに結婚に関心を示さないのを心配して、その気になってくれるように期待して、宮廷にユリアル、アリストメーヌ、セオクルを結婚相手の候補者として呼び寄せた。ユリアルはエリード姫にひとめぼれをしたが、アリストメーヌとセオクルが姫に冷たくあしらわれているのを見て、告白するのを思いとどまっていた。その気持ちを養育係であるアルバートに相談しているところへ、モロンが登場。怒り狂って突進してくるイノシシから逃げてきたのだった。モロンはエリード姫に仕える道化師だが、彼女から一目置かれているので、ユリアルは彼に頼んで自分の気持ちを伝えてもらおうと頼む。そこへアリストメーヌとセオクルがエリード姫と一緒に登場。姫もイノシシに襲われ、危ないところをアリストメーヌに助けられたのだが、「自分が退治するつもりだったのに」となおも狩猟への執着心を見せる。これを見てユリアルは、彼女の心をつかむために計略を企てるのであった。

### 第2の幕間劇
モロンは愛する娘、フィリスを呼ぶ。彼女の名を呼ぶとこだまが返ってくるので、面白くなり、色んな笑い声を出して遊んでいる。そこへ熊が現れ、彼は木に登って難を逃れようとする。そこへ農夫たちが槍を手に持って登場し、熊を追い払ってくれた。彼らの踊りとともに、第2幕へ。

### 第2幕
ユリアルの計略とは、エリード姫を無視することだった。アリストメーヌやセオクルら、他の王子たちが言い寄って冷たくあしらわれるなら、逆に全く関心がないとふりをしようというのである。その策にしたがって、姫を無視するユリアルであったが、姫はそれが我慢ならない。愛に答えるつもりはないが、自分に夢中にならない王子がいるのは許せないのである。自尊心を傷つけられた姫は、それを従姉妹に打ち明けるのだった。王によって3人の王子は馬車で競争をすることになった。ユリアル以外の王子は姫を得るために全力を尽くすと誓うが、ユリアルだけはただ名誉のためにのみ戦うと誓う。この言葉により一層腹を立て、ユリアルの心を変えてみせると従姉妹に誓うエリード姫であった。

### 第3の幕間劇
モロンとフィリスが登場。モロンにつれない返事しかしないフィリスは、彼に黙るように命ずる。思いを身振りでのみ表現しようと奮闘するモロンであったが、一言だけ口を滑らせてしまい、フィリスは立ち去ってしまった。そこへ歌の上手なサティールが登場。モロンは彼に歌を教えてくれるよう頼むが、頼んだくせにまじめに聞かなかったので、サティールは怒ってけんかになってしまった。そのけんかに踊り手が加わり、バレーで締めくくる。

### 第3幕
馬車競争でユリアルは見事に勝利した。それを称える余興で、エリード姫は見事な踊りを披露するが、なおもユリアルは冷淡な態度しか示さなかった。エリード姫は不安を感じ始めるが、内心ではユリアルは姫に大変魅了されているのだった。彼はその気持ちをモロンに打ち明ける。そこへ姫もやってきて、王子が自分をどう思っているのか、モロンに問いただす。モロンは「イタク王子はあなたに何の関心も寄せてはいない」とユリアルの告白と正反対のことを姫に伝えたのであった。

### 第4の幕間劇
フィリスは恋人であるティルシスの歌に聞きほれている。そこへモロンが現れ、フィリスの心を取り返そうとするが、結局徒労に終わってしまう。

### 第4幕
姫はユリアルの心を揺さぶろうとして、アリストメーヌを愛していると偽って告白した。しかしユリアルは困惑するどころか、姫の従姉妹が気に入ったので、結婚を申し込むつもりであることを告げる。その言葉に姫は動揺し、ユリアルとの結婚を止めるように従姉妹を説得するのだった。思い通りにいかずにイライラして、モロンに当たり散らすエリード姫は、モロンに心の内を見透かされてしまう。

### 第5の幕間劇
クリメーヌとフィリスが愛について語り合い、歌をうたう。しかし、エリード姫に邪魔をされ、中断されてしまう。

### 第5幕
エリード姫が父である国王イピタスに会いに行くと、ユリアルがそこにいた。イピタスは姫のこころを動かしたことをユリアルに感謝しており、ユリアルは結婚の許しを求めていたのであった。姫はそこへ割って入り、ユリアルと従姉妹との結婚を許可しないように王に懇願する。王は姫を諭し、ユリアルとの結婚を提案するが、ユリアルがそれを望んでいないと考えている姫は聞き入れようとしない。そこでユリアルは初めて本心を打ち明け、彼女もそれに応えて結婚に同意するのであった。

### 第6の幕間劇
姫の結婚を祝って娘たちの歌と踊りが華やかに繰り広げられ、幕を閉じる。

## 成立過程
1664年、ほぼ工事が完成したヴェルサイユ宮殿にて催された祝典「魔法の島の歓楽」にて5月8日に披露された。4日後の12日には「タルチュフ」が初披露されている。
スペインの劇作家であるモレトの「侮辱には侮辱を( El Desden con el desden )」を粉本としている。第1の幕間劇や第1幕の台詞から、ルイ14世とルイーズ・ド・ラ・ヴァリエールを念頭に書かれたようである。祝典にふさわしい華やかさが求められたこと、当時の貴族の素養として舞踊が必須であったこと、当時の観客たちには言葉だけの演劇はウケが悪かったことなどから、随所にバレーが散りばめられている。
本作は初演以降もパレ・ロワイヤルで度々上演され、1669年にはサン＝ジェルマン＝アン＝レーへ避暑へ出かけたルイ14世一行の前で4度上演にかけられている。ラ・グランジュの『帳簿』によれば、かなりの興行成績を挙げており、成功を収めた作品であると言える。

## 日本語訳
- 『エリード姫』奥村実訳、（モリエール全集 第三卷 所収）、中央公論社、1934年
- 『エリード姫』秋山伸子訳、（モリエール全集 第4巻 所収）、臨川書店、2000年、ISBN 4-653-03714-0